# Lottie Dodová
Charlotte „Lottie“ Dodová (24. září 1871, Bebington, Cheshire – 27. června 1960, Sway) byla anglická sportovkyně, nejznámější jako tenistka, pětinásobná wimbledonská vítězka ve dvouhře, kde první titul získala již v patnácti letech, v roce 1887. Do současnosti zůstává nejmladší wimbledonskou vítězkou dvouhry. Ve čtyřhře tento turnajový primát drží Martina Hingisová, které bylo v roce vítězství 1996 o tři dny méně, než Dodové.
V roce 1983 byla in memoriam uvedena do Mezinárodní tenisové síně slávy.

## Všestrannost
Kromě tenisu závodila v dalších sportech jako byly golf, pozemní hokej a lukostřelba. Stala se amatérskou mistryní Velké Británie v golfu, dvakrát nastoupila za ženské reprezentační mužstvo Anglie v pozemním hokeji, které spoluzakládala a vybojovala stříbrnou olympijskou medaili v lukostřelbě na Letních olympijských hrách 1908. Guinnessova kniha rekordů ji uváděla jako nejvšestrannější sportovkyni všech dob, společně s atletkou a golfistkou Babe Zahariasovou.

## Mládí
Narodila se v Bebingtonu, Cheshire do rodiny Josepha a Margaret Dodových. Otec Joseph Dod pocházel z Liverpoolu a podnikal v obchodě s bavlnou. Rodina byla bohatá natolik, aby Lottie ani její bratr Willy nikdy nemuseli pracovat a mohli se zaměřit jen na sport. Kromě Willyho měla ještě sestru Annie a bratra Tonyho. Willy Dod se stal olympijským vítězem v lukostřelbě na stejné olympiádě LOH 1908, kde ona získala stříbro.

## Tenisová kariéra
První turnaj Northern Championships v Manchesteru, odehrála roku 1883 ve dvanácti letech. Vypadla na něm v 1. kole. Na stejném turnaji v roce 1885 dosáhla prvního dobrého výsledku, když prohrála těsně ve finále s úřadující wimbledonskou vítězkou Maud Watsonovou 8–6, 7–5. Tato účast jí v tisku přinesla přezdívku „Little Wonder“ (Malý zázrak).
Pomalu se posouvala mezi nejlepší tenistky světa. Do Wimbledonu poprvé nastoupila v ročníku 1887 a hned turnaj vyhrála. Ve dvouhře získala celkem pět wimbledonských titulů a vždy ve finále porazila Blanche Bingleyovou Hillyardovou.
Její herní styl byl označován za neortodoxní, ovšem z dnešního pohledu se jednalo o počátky moderního pojetí tenisu. Byla jedním z prvních tenistů, kteří odehrávali míče hned po odskoku od povrchu kurtu, a také patřila mezi první, kteří praktikovali moderní držení rakety. Měla výborné údery od základní čáry, ovšem jako další hráčky podávala spodem.
V roce 1892 utrpěla první porážku na otevřeném turnaji ve dvouhře od roku 1886, kdy prohrála s Irkou Louise Martinovou na Mistrovství Irska. Porážka z roku 1892 byla zároveň její poslední, z celkových pěti v její hráčské kariéře.
Poslední sezónou se stal rok 1893, ve kterém odehrála jen dva turnaje a oba vyhrála.
Až Suzanne Lenglenová překonala její wimbledonský rekord tří po sobě jdoucích singlových vítězství, když vyhrála pět titulů v řadě v období 1919 až 1923.

## Finálová utkání na Grand Slamu

### Vítězství (5)
| Rok  | Turnaj        | Finalistka               | Výsledek      |
| 1887 | Wimbledon     | Blanche Bingley Hillyard | 6–2, 6–0      |
| 1888 | Wimbledon (2) | Blanche Bingley Hillyard | 6–3, 6–3      |
| 1891 | Wimbledon (3) | Blanche Bingley Hillyard | 6–2, 6–1      |
| 1892 | Wimbledon (4) | Blanche Bingley Hillyard | 6–1, 6–1      |
| 1893 | Wimbledon (5) | Blanche Bingley Hillyard | 6–8, 6–1, 6–4 |

## Po skončení kariéry
V roce 1913 se s bratrem, který byl již ženatý, přestěhovala do Bidefordu . Za druhé světové války pracovala jako zdravotní sestra u Mezinárodního červeného kříže ve vojenské nemocnici ve Speenu. I když chtěla být převelena do Francie, nikdy neopustila Anglii. Po skončení války obdržela od Červeného kříže vyznamenání za více než tisíc hodin služby u organizace.
Poté žila v Londýně a Devonu. Po smrti bratra Willyho v roce 1954 bydlela v několika ubytovnách pro zdravotní sestry na anglickém jižním pobřeží. Nikdy se nevdala, zemřela v 88 letech ve městě Sway.